# Gert Hummel
Gert Hummel (* 8. März 1933 in Sindelfingen, Württemberg; † 15. März 2004 in Tiflis, Georgien) war Professor für systematische Theologie und Bischof der Evangelisch-Lutherischen Kirche in Georgien.

## Werdegang

Steintafel an der Versöhnungskirche in Tiflis

Gert Hummel studierte von 1953 bis 1961 Theologie, Philosophie und Germanistik in Tübingen, in Heidelberg und Lund, Schweden. In Tübingen wurde er Mitglied der Verbindung Normannia. 1961 promovierte er in Lund zum Lizentiaten der Theologie (lic. theol.) und gleichzeitig in Tübingen zum Dr. phil. Von 1961 bis 1964 übte er eine religionspädagogische Tätigkeit aus und war von 1964 bis 1969 wissenschaftlicher Assistent am Institut für Evangelische Theologie der Universität des Saarlandes in Saarbrücken.
1970 folgte die Habilitation an der Theologischen Fakultät der Universität Heidelberg. Von 1970 bis 1972 als Privatdozent tätig, lehrte er von 1972 bis 1998 als Professor für Systematische Theologie an der Universität in Saarbrücken bis zu seiner Emeritierung.
Durch die Städtepartnerschaft zwischen Saarbrücken und Tiflis kam Gert Hummel in Kontakt mit den Nachfahren deutscher Auswanderer in Georgien. Er lernte Land und Leute lieben. Nach seiner Emeritierung verkauften er und seine Frau ihr Haus in Saarbrücken und errichteten mit dem Erlös zusammen mit Spenden aus Bekannten- und Freundeskreisen in Tiflis  die Versöhnungskirche mit Gemeindezentrum, Altenheim und Sozialstationen. Hummel beteiligte sich am Aufbau der eher noch im Hintergrund arbeitenden, von großer Armut betroffenen lutherischen Gemeinden in Georgien.
1999 wurde er Bischof der Evangelisch-Lutherischen Kirche in Georgien und übte dieses Amt bis zu seinem plötzlichen Tod 2004 aus. Sein Nachfolger wurde Andreas Stökl. Von 2001 bis 2004 betreute Hummel auch die lutherische Gemeinde in Baku, Aserbaidschan und verhalf ihr zur Anerkennung auch durch staatliche Behörden.
Am 15. März 2004 verstarb Gert Hummel in Tiflis im Alter von 71 Jahren. Sein Grab befindet sich auf dem Waldfriedhof Stuttgart. Er hinterließ seine Frau Christiane (die heute Vorsitzende des Evangelisch-Lutherischen Diakonischen Werkes in Tiflis ist) und zwei erwachsene Kinder.

## Andere Tätigkeiten/Ämter
- Langjähriger Präsident der Paul-Tillich-Gesellschaft
- Langjähriger Vorsitzender des Philosophischen Fakultätentages
- Fast zwei Jahrzehnte war er Beauftragter des Präsidenten der Universität des Saarlandes für die Zusammenarbeit mit wissenschaftlichen Instituten in Mittel- und Osteuropa. Unter den teils schwierigen Bedingungen des Kalten Krieges wirkte er mit am Aufbau von Partnerschaften mit Universitäten wie Sofia, Warschau, Tiflis und Prag.

## Ehrungen
- Träger des Verdienstkreuzes 1. Klasse des Verdienstordens der Bundesrepublik Deutschland
- Träger des Verdienstordens der Republik Polen im Kommandeursrang
- Komtur der Ballei Deutsch-Lothringen des St. Georg-Ritterordens
- Ehrendoktorwürden der Universitäten Tbilissi, Sofia und Prag